# Balthasar Conrad Euler
Balthasar Conrad Euler (* 19. Juli 1791 in Gottsbüren; † 11. März 1874 ebenda) war ein deutscher Orgelbauer.

## Leben
Balthasar Conrad Euler war Angehöriger einer Orgelbauerfamilie in Gottsbüren, die von Joachim Kohlen (1598–1676) begründet wurde, dann auf Johann Stephan Heeren, einen Enkel von Anna Kohlen, überging und über mehrere Generationen fortgeführt wurde.
Balthasar Conrad Euler war ein Sohn von Johann Stephan Heerens Tochter Anna Elisabeth, die am 7. Dezember 1784 in erster Ehe den Orgelbauer Johann Friedrich Euler (* 16. April 1759 in Frischborn; † 18. Juni 1795 in Gottsbüren) geheiratet hatte, einen Sohn des Schulmeisters Johann Balthasar Euler aus Frischborn. Nach dem frühen Tod ihres ersten Ehemannes heiratete sie Johann Dietrich Kuhlmann (um 1775–1846), der im Jahr 1804 die Werkstatt übernahm, die zunächst den Namen „Heeren und Kuhlmann“ trug.
Als Balthasar Conrad Euler, der zunächst Mitarbeiter bei seinem Stiefvater war, in den Betrieb einstieg, firmierte dieser ab etwa 1815 unter „Euler und Kuhlmann“. Er übernahm 1825/26 die Werkstatt als sein mütterliches Erbteil, und Kuhlmann eröffnete in Gottsbüren eine eigene Werkstatt, die später von seinem leiblichen Sohn und Enkel fortgeführt wurde.
1832 erwarb Euler ein Haus in Wahmbeck, um im Königreich Hannover als Inländer zu gelten und dort weiterhin Orgelbauaufträge zu erhalten. In den 1850er Jahren war Euler Bürgermeister von Gottsbüren und auch Mitglied des 14. Kurhessischen Landtags (1852–1854). Seine Söhne Friedrich Wilhelm und Heinrich Ludwig führten den Familienbetrieb unter dem Namen Gebrüder Euler zu einer neuen Blüte und wurden 1878 zu königlichen Hoforgelbauern ernannt.
Bedeutung erhielt Balthasar Conrad Euler zudem dadurch, dass er der Lehrmeister von August Röth wurde.
Das Unternehmen bestand in Hofgeismar bis gegen das Ende des 20. Jahrhunderts und galt damals mit insgesamt zwölf Generationen als das älteste Orgelbau-Unternehmen in Deutschland.

## Werk
Das Wirkungsfeld Eulers erstreckte sich von Nordhessen über Südniedersachsen bis nach Ostwestfalen. Das Unternehmen hielt lange an der mechanischen Schleiflade fest. Um 1890 wurde eine pneumatische Kastenlade patentiert; später ging man zur pneumatischen Membranlade über, um sich schließlich wieder der mechanischen Schleiflade zuzuwenden.

## Werkliste (Auswahl)
| Jahr      | Ort                 | Kirche                | Bild | Manuale | Register | Bemerkungen |
| --------- | ------------------- | --------------------- | ---- | ------- | -------- | --- |
| 1823      | Uchte               | Dorfkirche Uchte      |      | II/P    | 16       | zusammen mit Kuhlmann; Prospekt und einige Pfeifen erhalten                                                                            |
| 1827      | Elze                | Peter-und-Paul-Kirche |      | II/P    | 23       | zum Großteil erhalten |
| 1829      | Mehle (Elze)        | St. Marien            |      |         | I/P      | 11 |
| 1829      | Düderode            | St. Petri             |      | I/P     | 11       | 6 Register ganz, eins teilweise erhalten; 1989/90 Restaurierung durch Orgelbau Führer; 2010 Reinigung und Renovierung durch Fa. Mebold |
| 1830      | Deisel              | Ev. Kirche            |      |         |          | erhalten |
| 1831/32   | Gieselwerder        | Ev. Kirche            |      | II/P    | 14       | im 20. Jahrhundert Umdisponierungen |
| 1834      | Grasdorf (Holle)    | St. Marien            |      |         |          | erhalten |
| 1834      | Holzminden          | Lutherkirche          |      | II/P    |          | 2 Register in Neubau von Rudolf Janke übernommen                                                                                       |
| 1836      | Bad Bodenteich      | St. Petri             |      | II/P    |          | Prospekt erhalten |
| 1836      | Northeim            | St. Sixti             |      | III/P   | 52       | Umbau der Orgel von Johann Heinrich Gloger (1721–32), 10 Register ganz oder teilweise von Euler/Strobel erhalten                       |
| 1837–1838 | Loshausen           | Ev. Kirche            |      | I/P     | 15       | |
| 1841      | Steinbrück (Söhlde) | Mariä Himmelfahrt     |      | II/P    | 17       | |
| 1844      | Arolsen             | Kath. Kirche          |      |         |          | |
| 1843–1845 | Dransfeld           | St. Martini           |      | II/P    | 21       | Rekonstruktion von 6 Registern durch Martin Haspelmath (1984/85)                                                                       |
| 1845      | Uslar               | St.-Johannis-Kirche   |      | II/P    | 27       | Restaurierung durch Rudolf Janke; 2013 repariert und entschimmelt                                                                      |
| 1845      | Vahlbruch           | Ev.-luth. Kirche      |      | II/P    | 16       | 3 Register von Martin Haspelmath rekonstruiert (1978)                                                                                  |
| 1848      | Hillerse            | Ev.-luth. Kirche      |      | I/P     | 12       | zum großen Teil erhalten |
| 1848      | Nörten-Hardenberg   | Kapelle Waisenhaus    |      | I/P     | 9        | 1974 Erweiterung um ein Register |
| 1854      | Lichtenau           | Luth. Kirche          |      | I/P     | 10       | zusammen mit Georg Carl Kuhlmann; weitgehend erhalten                                                                                  |